# 하드택 II 작전
하드택 II 작전(영어: Operation Hardtack II)은 1958년 네바다 핵 실험장에서 미국이 실시한 37차례의 핵실험 시리즈였다. 이 실험은 아거스 작전 시리즈에 이어졌고, 누가 작전 시리즈에 선행되었다.
핵실험 중단이 임박함에 따라 미국 무기 연구소들은 많은 새로운 설계를 서둘러 내놓았다. 실험의 최종 기한은 1958년 10월 31일 자정(00:00)으로 정해졌는데, 협상이 그날 시작될 예정이었고, 10월에 29번의 실험이, 그 중 4번은 마지막 날에 진행된 일정은 이를 잘 보여준다. 날씨 지연으로 자정 기한을 넘기면서 한 번의 다른 실험은 취소되었다. 하드택 II 작전 종료 후, 미국은 일방적인 실험 중단 조치를 발표했고, 소련은 11월 1일과 3일에 마지막 두 번의 실험을 마친 후 이에 동참했다. 1961년 9월, 소련은 핵실험을 재개했으며(10월에 역사상 가장 강력한 핵무기인 차르 봄바 실험을 포함), 미국도 누가 작전으로 이에 맞섰다.

## 핵실험

### 타말파이스
타말파이스 실험은 1958년 10월 8일 로렌스 방사선 연구소에서 레이니어 메사(Rainier Mesa)의 U12b.02 굴착갱에서 수행되었다. 이 실험은 프로젝트 놈을 준비하기 위한 실험의 일환으로 소금 블록으로 마감된 비정상적으로 큰 실험실로 끝나는 394피트 길이의 갈고리 모양의 굴착갱에서 진행되었다. 추가 실험에는 영구 터널 변위 측정, 지진 지반 충격 측정, 오크리지 국립 연구소의 가스 샘플링, 국방부 효과 테스트 그룹의 전자기 펄스 측정이 포함되었다. 0.072킬로톤 장치의 폭발은 터널 폭발 직후 주 입구에서 50R/h, 터널 내부에서 10,000R/h 범위의 방사선 수준으로 U12 터널 단지에 상당한 방사능 오염과 손상을 발생시켰다.:421 다음 날, 작업자들은 터널에 재진입하여 터널을 추가로 손상시키고 세 명의 작업자를 다치게 한 상당한 수소 가스 폭발을 일으켰다. 터널 대피 후, 같은 날 늦게 두 번째 수소 폭발이 발생했다.:421–423

### 애덤스
애덤스는 하드택 II의 마지막 실험으로 계획되었으나, 불리한 바람 때문에 발사되지 못했다. 이 실험은 풍선 실험으로 의도되었으며, 취소되었을 때 이미 완전히 조립되어 발사 고도까지 올려진 상태였다. 자정을 넘기고 유예 기간이 시작된 후, 장치는 지상으로 내려져 분해되었다. 소련은 11월 3일까지 핵실험을 계속했다.
취소 후 1958년 10월 31일 원자력 위원회 회의 결과 다음과 같은 기록이 남았다.
[앨프리드 스타버드 장군]은 중요성 [정보 삭제]을 감안할 때 마지막 발사를 했어야 했는지에 대한 의문은 항상 있을 것이라고 말했지만, 그는 다른 고려 사항들이 더 중요하다고 믿었다.

## 핵실험 목록
| 이름            | 날짜 및 시간 (UT)            | 현지 시간대  | 위치                                                                                  | 표고 + 높이                            | 투사 방식 목적            | 장치                     | 위력            | 낙진                              | 참조                                    | 비고 |
| --------------- | ---------------------------- | ------------ | ------------------------------------------------------------------------------------- | -------------------------------------- | ------------------------- | ------------------------ | --------------- | --------------------------------- | --------------------------------------- | --- |
| 오테로          | 1958년 9월 12일 20:00:00.2   | PST (–8 hrs) | NTS 구역 U3q 북위 37° 02′ 59″ 서경 116° 01′ 57″ / 북위 37.04985° 서경 116.03255°      | 1,229 m (4,032 ft)–150 m (490 ft)      | 지하 수직 갱도, 안전 실험 | XW-54 ?                  | 38 t            | 환기 감지, 6 kCi (220 TBq)        | [ 1 ] [ 12 ] [ 13 ] [ 3 ]               | 1점 실험, 실패, HT-I 세콰이어와 유사한 장치. |
| 버널릴로        | 1958년 9월 17일 19:30:00.2   | PST (–8 hrs) | NTS 구역 U3h (n?) 북위 37° 02′ 58″ 서경 116° 02′ 01″ / 북위 37.04944° 서경 116.03352° | 1,229 m (4,032 ft)–150 m (490 ft)      | 지하 수직 갱도, 안전 실험 | XW-54                    | 15 t            | 현장에서 환기 감지                | [ 1 ] [ 12 ] [ 3 ]                      | 1점 실험, 오테로 반복, 역시 실패. |
| 에디            | 1958년 9월 19일 14:00:00.2   | PST (–8 hrs) | NTS 구역 B7b ~ 북위 37° 05′ 12″ 서경 116° 01′ 28″ / 북위 37.0866° 서경 116.0245°      | 1,282 m (4,206 ft) + 150 m (490 ft)    | 풍선, 무기 개발           |                          | 83 t            | 환기 감지, 12 kCi (440 TBq)       | [ 1 ] [ 12 ] [ 3 ]                      | 154 파운드 (70 kg) 실험 장치 성공. |
| 루나            | 1958년 9월 21일 19:00:00.2   | PST (–8 hrs) | NTS 구역 U3m 북위 37° 02′ 57″ 서경 116° 02′ 04″ / 북위 37.04919° 서경 116.03447°      | 1,230 m (4,040 ft)–150 m (490 ft)      | 지하 수직 갱도, 안전 실험 | XW-54 ?                  | 1.5 t           | 현장에서 환기 감지                | [ 1 ] [ 12 ] [ 13 ] [ 3 ]               | 1점 실험, 오테로/버널릴로 반복, 여전히 불안전. |
| 머큐리          | 1958년 9월 23일 22:00:00.0   | PST (–8 hrs) | NTS 구역 U12f.01 북위 37° 11′ 34″ 서경 116° 12′ 01″ / 북위 37.19274° 서경 116.20024°  | 2,038 m (6,686 ft)–55.78 m (183.0 ft)  | 터널, 안전 실험           | XW-47 주 장치 ?          | 10 t            |                                   | [ 1 ] [ 12 ] [ 13 ] [ 3 ] [ 14 ]        | 1점 실험, 위력에도 불구하고 성공 선언, XW-42 실험, 파스칼-C 및 산후안 장치와 유사.                                                                        |
| 발렌시아        | 1958년 9월 26일 20:00:00.2   | PST (–8 hrs) | NTS 구역 U3r 북위 37° 02′ 58″ 서경 116° 01′ 50″ / 북위 37.04956° 서경 116.03057°      | 1,227 m (4,026 ft)–150 m (490 ft)      | 지하 수직 갱도, 안전 실험 | XW-42 ?                  | 2 t             | 현장에서 환기 감지                | [ 1 ] [ 12 ] [ 13 ] [ 3 ]               | 1점 실험, 위력에도 불구하고 성공 선언, 파스칼-C 및 산후안 장치와 유사.                                                                                    |
| 마스            | 1958년 9월 28일 00:00:00.2   | PST (–8 hrs) | NTS 구역 U12f.02 북위 37° 11′ 35″ 서경 116° 12′ 05″ / 북위 37.19301° 서경 116.20131°  | 2,082 m (6,831 ft)–42.67 m (140.0 ft)  | 터널, 안전 실험           | XW-48                    | 13 t            | 현장에서 환기 감지                | [ 1 ] [ 12 ] [ 13 ] [ 3 ] [ 14 ]        | 1점 실험, 타말파이스 및 세레스와 유사. |
| 모라            | 1958년 9월 29일 14:05:00.1   | PST (–8 hrs) | NTS 구역 B7b ~ 북위 37° 05′ 12″ 서경 116° 01′ 28″ / 북위 37.0866° 서경 116.0245°      | 1,282 m (4,206 ft) + 460 m (1,510 ft)  | 풍선, 무기 개발           | XW-54 그냇               | 2 kt            | 환기 감지, 340 kCi (13,000 TBq)   | [ 1 ] [ 12 ] [ 3 ]                      | 오테로 등과 유사한 장치의 완전한 위력 실험, 불발. |
| 이달고          | 1958년 10월 5일 14:10:00.1   | PST (–8 hrs) | NTS 구역 B7b ~ 북위 37° 05′ 12″ 서경 116° 01′ 28″ / 북위 37.0866° 서경 116.0245°      | 1,282 m (4,206 ft) + 110 m (360 ft)    | 풍선, 안전 실험           | 모카신                   | 77 t            | 환기 감지, 11 kCi (410 TBq)       | [ 1 ] [ 12 ] [ 3 ]                      | 이 1점 실험은 실패; 쿨롱-C와 유사. |
| 콜팩스          | 1958년 10월 5일 16:15:00.2   | PST (–8 hrs) | NTS 구역 U3k 북위 37° 02′ 56″ 서경 116° 02′ 06″ / 북위 37.04882° 서경 116.03491°      | 1,229 m (4,032 ft)–107 m (351 ft)      | 지하 수직 갱도, 안전 실험 | XW-54 그냇               | 5.5 t           | 환기 감지, 240 kCi (8,900 TBq)    | [ 1 ] [ 12 ] [ 3 ]                      | 오테로 등과 유사한 장치의 1점 실험, 실패. 비고정식 수직 갱도.                                                                                             |
| 타말파이스      | 1958년 10월 8일 22:00:00.13  | PST (–8 hrs) | NTS 구역 U12b.02 북위 37° 11′ 43″ 서경 116° 12′ 05″ / 북위 37.19525° 서경 116.20133°  | 2,152 m (7,060 ft)–124.05 m (407.0 ft) | 터널, 무기 개발           | XW-48                    | 72 t            |                                   | [ 1 ] [ 12 ] [ 13 ] [ 3 ] [ 14 ]        | 완전한 위력 실험, 마스 및 세레스와 유사. |
| 퀘이            | 1958년 10월 10일 14:30:00.1  | PST (–8 hrs) | NTS 구역 7c 북위 37° 05′ 41″ 서경 116° 01′ 28″ / 북위 37.0947° 서경 116.0245°         | 1,294 m (4,245 ft) + 30 m (98 ft)      | 탑, 무기 개발             | XW-50 ?                  | 79 t            | 환기 감지, 200 Ci (7,400 GBq)     | [ 1 ] [ 12 ] [ 13 ] [ 3 ]               | 개념 타당성 실험, HT-I 린덴과 유사. |
| 리아            | 1958년 10월 13일 13:20:00.1  | PST (–8 hrs) | NTS 구역 B7b ~ 북위 37° 05′ 12″ 서경 116° 01′ 28″ / 북위 37.0866° 서경 116.0245°      | 1,282 m (4,206 ft) + 460 m (1,510 ft)  | 풍선, 무기 개발           | XW-54 그냇 ?             | 1.4 kt          | 환기 감지, 240 kCi (8,900 TBq)    | [ 1 ] [ 12 ] [ 13 ] [ 3 ] [ 15 ]        | 오테로 등과 유사한 장치의 완전한 위력 실험, 불발. |
| 넵튠            | 1958년 10월 14일 18:00:00.2  | PST (–8 hrs) | NTS 구역 U12c.03 북위 37° 11′ 38″ 서경 116° 12′ 02″ / 북위 37.19381° 서경 116.20057°  | 2,080 m (6,820 ft)–30.02 m (98.5 ft)   | 터널, 안전 실험           | XW-47                    | 115 t           | 현장에서 환기 감지                | [ 1 ] [ 12 ] [ 3 ] [ 14 ]               | 1점 실험, 실패, HT-I 히코리 및 HT-II 티타니아와 유사. 낮은 위력과 매장 깊이에도 불구하고 레이니어에서 첫 NTS 함몰 분화구 발생.                            |
| 해밀턴          | 1958년 10월 15일 16:00:00.2  | PST (–8 hrs) | NTS 구역 5 북위 36° 48′ 08″ 서경 115° 55′ 59″ / 북위 36.8022° 서경 115.9331°          | 940 m (3,080 ft) + 15 m (49 ft)        | 탑, 무기 개발             | XW-51 ? 퀘일             | 1.2 t           | 환기 감지, 200 Ci (7,400 GBq)     | [ 1 ] [ 12 ] [ 13 ] [ 3 ]               | 데이비 크로켓 프로토타입 실험, 불발, 극히 작은 장치 (16 kg (35 lb)).                                                                                      |
| 로건            | 1958년 10월 16일 06:00:00.14 | PST (–8 hrs) | NTS 구역 A12e.02 북위 37° 11′ 02″ 서경 116° 12′ 07″ / 북위 37.18399° 서경 116.20206°  | 2,155 m (7,070 ft)–283.58 m (930.4 ft) | 터널, 무기 개발           |                          | 5 kt            |                                   | [ 1 ] [ 12 ] [ 3 ] [ 14 ]               | ABM 탄두 실험, 작은 (28.6 kg (63 lb), 28 cm × 29 cm (11 in × 11 in)) 킬로톤급 장치, 성공.                                                                 |
| 도나 아나       | 1958년 10월 16일 14:20:00.1  | PST (–8 hrs) | NTS 구역 B7b ~ 북위 37° 05′ 12″ 서경 116° 01′ 28″ / 북위 37.0866° 서경 116.0245°      | 1,282 m (4,206 ft) + 150 m (490 ft)    | 풍선, 무기 개발           | XW-54 그냇               | 37 t            | 환기 감지, 6 kCi (220 TBq)        | [ 1 ] [ 12 ] [ 3 ]                      | 저위력 실험, 오테로 등과 유사. |
| 베스타          | 1958년 10월 17일 23:00:00.2  | PST (–8 hrs) | NTS 구역 S9e 북위 37° 07′ 21″ 서경 116° 02′ 05″ / 북위 37.1226° 서경 116.0347°        | 1,294 m (4,245 ft) + 0                 | 건조 지표면, 안전 실험    | XW-47 주 장치            | 24 t            | 환기 감지, 4 kCi (150 TBq)        | [ 1 ] [ 12 ] [ 13 ] [ 3 ]               | 1점 실험, 실패, 랭겔, 오베론, 샌포드와 유사. |
| 리오아리바      | 1958년 10월 18일 14:25:00.1  | PST (–8 hrs) | NTS 구역 3s 북위 37° 02′ 28″ 서경 116° 01′ 36″ / 북위 37.0411° 서경 116.0267°         | 1,224 m (4,016 ft) + 20 m (66 ft)      | 탑, 무기 개발             | Mk-7                     | 90 t            | 환기 감지, 120 kCi (4,400 TBq)    | [ 1 ] [ 12 ] [ 13 ] [ 3 ]               | 저위력 Mk-7, 성공, 목재 탑에서 발사. |
| 산후안          | 1958년 10월 20일 14:30:00.2  | PST (–8 hrs) | NTS 구역 U3p 북위 37° 02′ 59″ 서경 116° 02′ 00″ / 북위 37.04976° 서경 116.03325°      | 1,229 m (4,032 ft)–71 m (233 ft)       | 지하 수직 갱도, 안전 실험 | XW-42 ?                  | 위력 없음       |                                   | [ 1 ] [ 12 ] [ 13 ] [ 3 ]               | 1점 실험, 성공, 파스칼-C 및 HT-II 발렌시아에서 추정된 안전 설계. 비고정식 수직 갱도.                                                                      |
| 소코로          | 1958년 10월 22일 13:30:00.2  | PST (–8 hrs) | NTS 구역 B7b ~ 북위 37° 05′ 12″ 서경 116° 01′ 28″ / 북위 37.0866° 서경 116.0245°      | 1,282 m (4,206 ft) + 440 m (1,440 ft)  | 풍선, 무기 개발           | XW-54 그냇 ?             | 6 kt            | 환기 감지, 1,000 kCi (37,000 TBq) | [ 1 ] [ 12 ] [ 13 ] [ 3 ] [ 15 ]        | XW-54 주 장치의 완전한 위력 실험, 성공, 오테로 등과 유사.                                                                                                 |
| 랭겔            | 1958년 10월 22일 16:50:00.1  | PST (–8 hrs) | NTS 구역 5 북위 36° 47′ 53″ 서경 115° 55′ 47″ / 북위 36.798° 서경 115.9298°           | 940 m (3,080 ft) + 460 m (1,510 ft)    | 풍선, 무기 개발           | XW-47 카나리아 ?         | 115 t           | 환기 감지, 17 kCi (630 TBq)       | [ 1 ] [ 12 ] [ 13 ] [ 3 ]               | 완전한 위력 실험 불발, 베스타, 오베론, 샌포드와 유사. |
| 오베론          | 1958년 10월 22일 20:30:??    | PST (–8 hrs) | NTS 구역 8a 북위 37° 10′ 58″ 서경 116° 04′ 09″ / 북위 37.1829° 서경 116.0691°         | 1,355 m (4,446 ft) + 8 m (26 ft)       | 탑, 안전 실험             | XW-47 주 장치 카나리아 ? | 위력 없음       | 환기 감지, 17 kCi (630 TBq)       | [ 1 ] [ 12 ] [ 13 ] [ 3 ] [ 16 ]        | 1점 실험, 성공, 베스타, 랭겔, 샌포드와 유사. |
| 러시모어        | 1958년 10월 22일 23:40:00.1  | PST (–8 hrs) | NTS 구역 B9a ~ 북위 37° 08′ 05″ 서경 116° 02′ 30″ / 북위 37.1347° 서경 116.0417°      | 1,285 m (4,216 ft) + 150 m (490 ft)    | 풍선, 무기 개발           | XW-47 주 장치 카나리아 ? | 188 t           |                                   | [ 1 ] [ 12 ] [ 13 ] [ 3 ]               | 저위력 실험, 불발, 머큐리, 넵튠, 티타니아와 유사. |
| 카트론          | 1958년 10월 24일 15:00:00.2  | PST (–8 hrs) | NTS 구역 3t 북위 37° 02′ 34″ 서경 116° 01′ 40″ / 북위 37.0427° 서경 116.0277°         | 1,225 m (4,019 ft) + 20 m (66 ft)      | 탑, 안전 실험             | XW-54 그냇               | 21 t            | 환기 감지, 4 kCi (150 TBq)        | [ 1 ] [ 12 ] [ 3 ]                      | 1점 실험, 모라와 유사, 실패, 목재 탑에서 발사. |
| 주노            | 1958년 10월 24일 16:01:00.2  | PST (–8 hrs) | NTS 구역 S9f 북위 37° 07′ 25″ 서경 116° 02′ 16″ / 북위 37.12361° 서경 116.03776°      | 1,287 m (4,222 ft) + 0                 | 건조 지표면, 안전 실험    | 로건                     | 1.7 t           |                                   | [ 1 ] [ 12 ] [ 13 ] [ 3 ]               | 안전 한계를 결정하기 위한 1점 실험. |
| 세레스          | 1958년 10월 26일 04:00:00.2  | PST (–8 hrs) | NTS 구역 8b 북위 37° 10′ 53″ 서경 116° 04′ 09″ / 북위 37.1814° 서경 116.0691°         | 1,350 m (4,430 ft) + 10 m (33 ft)      | 탑, 안전 실험             | XW-48 AFAP               | 700 kg          |                                   | [ 1 ] [ 12 ] [ 13 ] [ 3 ]               | 원자 포탄의 1점 실험, 타말파이스 및 마스와 유사. |
| 샌포드          | 1958년 10월 26일 10:20:00.1  | PST (–8 hrs) | NTS 구역 5 북위 36° 47′ 53″ 서경 115° 55′ 47″ / 북위 36.798° 서경 115.9298°           | 940 m (3,080 ft) + 460 m (1,510 ft)    | 풍선, 무기 개발           | XW-47 주 장치 카나리아 ? | 4.9 kt          | 환기 감지, 750 kCi (28,000 TBq)   | [ 1 ] [ 12 ] [ 13 ] [ 3 ]               | 완전한 위력 실험, 성공, 베스타, 오베론, 랭겔과 유사. |
| 데 바카         | 1958년 10월 26일 16:00:00.1  | PST (–8 hrs) | NTS 구역 B7b ~ 북위 37° 05′ 12″ 서경 116° 01′ 28″ / 북위 37.0866° 서경 116.0245°      | 1,282 m (4,206 ft) + 460 m (1,510 ft)  | 풍선, 무기 개발           | XW-54 그냇               | 2.2 kt          | 환기 감지, 380 kCi (14,000 TBq)   | [ 1 ] [ 12 ] [ 3 ] [ 15 ]               | 완전한 위력 실험, 실망스러운 위력, 카트론 및 모라와 유사.                                                                                                 |
| 차베스          | 1958년 10월 27일 14:30:??    | PST (–8 hrs) | NTS 구역 3u 북위 37° 02′ 39″ 서경 116° 01′ 50″ / 북위 37.0443° 서경 116.0305°         | 1,225 m (4,019 ft) + 16 m (52 ft)      | 탑, 안전 실험             | XW-54 그냇               | 600 kg          | 환기 감지, 100 Ci (3,700 GBq)     | [ 1 ] [ 12 ] [ 13 ] [ 3 ] [ 16 ]        | 데 바카와 유사한 장치의 1점 실험, 실패, 목재 탑에서 발사.                                                                                                 |
| 에반스          | 1958년 10월 29일 00:00:00.15 | PST (–8 hrs) | NTS 구역 U12b.04 북위 37° 11′ 41″ 서경 116° 12′ 20″ / 북위 37.19477° 서경 116.20563°  | 2,282 m (7,487 ft)–256.03 m (840.0 ft) | 터널, 무기 개발           | XW-47 주 장치 카나리아 ? | 55 t            | 현장에서 환기 감지                | [ 1 ] [ 12 ] [ 13 ] [ 3 ] [ 14 ]        | 완전한 위력 실험 불발, 블랑카와 유사. |
| 마자마          | 1958년 10월 29일 11:20:??    | PST (–8 hrs) | NTS 구역 9 북위 37° 07′ 35″ 서경 116° 02′ 31″ / 북위 37.12648° 서경 116.04196°        | 1,282 m (4,206 ft) + 15 m (49 ft)      | 탑, 무기 개발             |                          | 위력 없음       |                                   | [ 1 ] [ 12 ] [ 13 ] [ 3 ] [ 16 ]        | 불발. |
| 험볼트          | 1958년 10월 29일 14:45:00.1  | PST (–8 hrs) | NTS 구역 3v 북위 37° 02′ 52″ 서경 116° 01′ 32″ / 북위 37.0477° 서경 116.0256°         | 1,228 m (4,029 ft) + 10 m (33 ft)      | 탑, 무기 개발             | XW-51 ?                  | 7.8 t           | 환기 감지, 1 kCi (37 TBq)         | [ 1 ] [ 12 ] [ 13 ] [ 3 ]               | 더 높은 위력으로 해밀턴 반복, 극히 작은 장치 (16 kg). |
| 산타페          | 1958년 10월 30일 03:00:00.1  | PST (–8 hrs) | NTS 구역 B7b ~ 북위 37° 05′ 12″ 서경 116° 01′ 28″ / 북위 37.0866° 서경 116.0245°      | 1,282 m (4,206 ft) + 460 m (1,510 ft)  | 풍선, 무기 개발           | XW-54 그냇               | 1.3 kt          | 환기 감지, 220 kCi (8,100 TBq)    | [ 1 ] [ 12 ] [ 3 ] [ 15 ]               | 이전의 많은 실험에서 발사된 장치와 유사, 예측보다 낮은 위력.                                                                                              |
| 가니메데        | 1958년 10월 30일 11:00:??    | PST (–8 hrs) | NTS 구역 S9g 북위 37° 07′ 23″ 서경 116° 02′ 06″ / 북위 37.123° 서경 116.035°          | 1,294 m (4,245 ft) + 0                 | 건조 지표면, 안전 실험    | W-45                     | 위력 없음       |                                   | [ 1 ] [ 12 ] [ 13 ] [ 3 ] [ 16 ]        | W-45/스완 변형의 1점 실험, 성공. |
| 블랑카          | 1958년 10월 30일 15:00:00.15 | PST (–8 hrs) | NTS 구역 U12e.05 북위 37° 11′ 09″ 서경 116° 12′ 10″ / 북위 37.18589° 서경 116.20289°  | 2,168 m (7,113 ft)–254.51 m (835.0 ft) | 터널, 무기 개발           | XW-47 주 장치 카나리아   | 22 kt           | 환기 감지, 510 Ci (19,000 GBq)    | [ 1 ] [ 12 ] [ 13 ] [ 3 ] [ 14 ] [ 15 ] | TN 모형 내 대체 W-47 주 장치 실험, 성공, 에반스와 유사, 메사 측면을 통해 대기로 환기.                                                                     |
| 티타니아        | 1958년 10월 30일 20:34:00.2  | PST (–8 hrs) | NTS 구역 8c 북위 37° 10′ 38″ 서경 116° 04′ 12″ / 북위 37.1773° 서경 116.0699°         | 1,343 m (4,406 ft) + 10 m (33 ft)      | 탑, 안전 실험             | XW-47 주 장치 카나리아   | 200 kg          |                                   | [ 1 ] [ 12 ] [ 13 ] [ 3 ]               | 원래 XW-47 주 장치의 1점 실험, 위력에도 불구하고 안전하다고 선언, HT-I 히코리 및 HT-II 넵튠과 유사.                                                       |
| 애덤스 (취소됨) | 1958년 10월 31일             | PST (–8 hrs) | NTS ~ 북위 37° 02′ 38″ 서경 116° 04′ 05″ / 북위 37.044° 서경 116.068°                 | 1,220 m (4,000 ft) + ???               | 풍선, 무기 개발           |                          | 위력 알 수 없음 |                                   |                                         | 하드택 II를 위해 계획된 실험이었으나, 라스베이거스의 창문을 깨뜨릴 수 있었던 대기 조건으로 인해 지연되었고, 모라토리엄 협상 시작 전까지 완료할 수 없었다. |

1. ↑  미국, 프랑스, 영국은 실험에 코드명을 부여했지만, 소련과 중국은 그러지 않았고 따라서 실험 번호만 사용했다(소련의 평화적 폭발은 예외적으로 명명되었다). 이름이 고유 명사가 아닌 이상 영어로 번역된 단어는 괄호 안에 표시한다. 대시와 숫자는 연쇄 사건의 일부임을 나타낸다. 미국은 때때로 이러한 연쇄 실험에서 개별 폭발에도 이름을 부여했는데, 이는 "이름1 – 1(이름2 포함)"과 같은 형태로 나타난다. 실험이 취소되거나 중단된 경우, 날짜와 위치와 같은 행 데이터는 알려진 경우 의도된 계획을 공개한다.
2. ↑  UT 시간을 표준 현지 시간으로 변환하려면 괄호 안의 시간을 UT 시간에 더하고, 현지 일광 절약 시간인 경우 한 시간을 추가한다. 결과가 00:00 이전이면 24시간을 더하고 일수에서 1을 뺀다. 24:00 이후이면 24시간을 빼고 일수에 1을 더한다. 역사적 시간대 데이터는 IANA 시간대 데이터베이스에서 얻었다.
3. ↑  대략적인 지명과 위도/경도 참조; 로켓 발사 실험의 경우, 알려진 경우 폭발 위치 전에 발사 위치가 지정된다. 일부 위치는 매우 정확하지만, 다른 위치(예: 공중 투하 및 우주 폭발)는 상당히 부정확할 수 있다. "~"는 해당 지역의 다른 실험과 공유되는 예상되는 형식적인 대략적인 위치를 나타낸다.
4. ↑  표고는 폭발 지점 바로 아래의 지표면 높이를 해수면 기준으로 나타낸 것이며, 높이는 탑, 풍선, 샤프트, 터널, 공중 투하 또는 기타 장치를 통해 추가되거나 빼지는 거리이다. 로켓 폭발의 경우 지표면은 "N/A"이다. 어떤 경우에는 높이가 절대 높이인지 지표면 대비 상대 높이인지 불분명할 수 있다(예: 플럼밥/존). 숫자나 단위가 없으면 값이 알 수 없음을 나타내고, "0"은 0을 의미한다. 이 열의 정렬은 표고와 높이를 합산한 값으로 이루어진다.
5. ↑  대기, 공중 투하, 풍선, 포, 순항 미사일, 로켓, 지표면, 탑, 바지선은 모두 부분적 핵실험 금지 조약에 의해 금지된다. 밀봉된 수직 갱도와 터널은 지하에 있으며, PTBT 하에서도 유용하게 사용되었다. 의도적인 분화구 형성 실험은 경계선에 있으며, 조약 하에서 발생했지만 때로는 항의를 받았고, 일반적으로 평화적 사용으로 선언된 경우 간과되었다.
6. ↑  무기 개발, 무기 효과, 안전 실험, 운송 안전 실험, 전쟁, 과학, 공동 검증 및 산업/평화적 사용을 포함하며, 이는 더 세분화될 수 있다.
7. ↑  알려진 경우 실험 장치의 명칭, "?"는 이전 값에 대한 불확실성을 나타내고, 특정 장치의 별칭은 따옴표로 표시한다. 이 정보 범주는 종종 공식적으로 공개되지 않는다.
8. ↑  톤, 킬로톤, 메가톤 단위로 추정된 에너지 위력. TNT 1톤은 4.184 기가줄(1 기가칼로리)로 정의된다.
9. ↑  알려진 경우 즉발 중성자 외에 대기로 방출된 방사성 물질. 언급된 경우 측정된 종은 요오드-131만 해당되며, 그렇지 않은 경우 모든 종에 해당한다. 항목이 없으면 알 수 없음을 의미하며, 지하인 경우 아마도 없을 것이고, 그렇지 않은 경우 "모두"임을 의미한다; 그 외에는 알려진 경우 현장 또는 현장 외에서 측정되었는지 여부, 그리고 방출된 방사능의 측정량이 표시된다.